# Casa Quintana
La casa Quintana es muestra de la arquitectura antigua del municipio de Guía de Gran Canaria, situada en la Plaza Mayor de Guía, su edificación data del siglo XVI. Destaca el balcón canario, de estilo mudéjar, en madera y blasón con los apellidos Guanarteme y Quintana.

## Historia
Guía de Gran Canaria era, hasta 1526, una población dependiente administrativamente de Gáldar. Es entonces cuando consiguió la Vara de Alcaldía. Para regir el nuevo Ayuntamiento, el Gobernador Martín Fernández de Cerón le otorgó el título de alcalde real a Fernando Alonso de la Guardia. Este primer alcalde guiense fijó su residencia en la parte baja del casco urbano, frente a la aún no declarada parroquia de Santa María de Guía, que obtendría tal reconocimiento en 1533 (la mencionada zona del casco sería conocida como “Villa de Abajo”, por oposición a la “Villa de arriba” que se formaría en los alrededores de la ermita de San Roque).
Al cabo de varias décadas, ya a comienzos del siglo XVII, la vivienda había pasado a ser propiedad de Gonzalo de Quintana y Betancourt, razón por la cual es conocida como Casa Quintana o De los Quintana.
Presumiblemente, fallecido el anterior matrimonio heredó la casa su hijo Juan Antonio de Acedo Bethencourt y Quintana Guanarteme, nacido en Guía en 1695 y matrimoniado en Las Palmas con Ana de Bethencourt Amoreto Westerling, y de su numerosa descendencia fue a parar a la propiedad de Luis Francisco de Acedo Bethencourt y Bethencourt que casó con María Magdalena Suárez de Aguilar Medina, matrimonio ya citado en la historia de la casa de los Acedo.
En el siglo XIX Por fallecido Luis Francisco en enero de 1817, pues su mujer había dejado este mundo en abril de 1805, la heredó su hija María de los Dolores Acedo y Suárez, que falleció soltera en Las Palmas el 17 de junio de 1887 a la edad de 95 años, dejando disposiciones testamentarias ante el notario José Benítez Llarena en las que designa como heredero de sus bienes a su sobrino José Acedo Martinón en calidad de usufructo vitalicio y al fallecimiento de éste debería recaer en partes iguales entre sus hijos llamados José, Agustín, Isidro y María del Pino Acedo Llarena.
Pero entre sus disposiciones había legados expresos como el que hace respecto a la casa de la plaza a favor de Teresa Valdés y Acedo, viuda de José Páez instituyendo que al fallecimiento de ésta recaerían en favor de los hijos de su otro sobrino Isidro Acedo Martinón. En consecuencia, en diciembre de 1887 María Teresa Valdés inscribe dicho usufructo a su nombre para lo que fue preciso realizar expediente pues la vivienda no aparecía inscrita en el Registro.
Por ello, inmediatamente después del fallecimiento de María Acedo Suárez, su primo José Acedo Martinón acudió al Juzgado de Guía para testimoniar los anteriores datos de procedencia de la casa para manifestar que desde que a pesar de haberla heredado aquella no aparecía inscrita a su nombre en el registro de hipotecas correspondiente que funcionaba entonces en el ayuntamiento, y solicita cumplimentar este requisito, seguramente para poder ejercitar su derecho hereditario. La petición fue admitida y requeridos varios testigos, que lo fueron Pedro Bautista Hernández y Antonio Galván Pagán, para que acreditaran la veracidad de lo informado respondieron afirmativamente. El expediente pasó al fiscal Ignacio Díaz Lorenzo, que lo aprobó y el juez Francisco Lorenzo Montesdeoca dictó auto aprobatorio por lo que fue inscrita en noviembre de 1887.
En noviembre de 1891, Teresa Valdés vende dicho usufructo a Antonio Medina Martín, quien en diciembre de 1908 conjuntamente con la nuda propiedad de que eran beneficiarios José, Agustín, Isidro y María del Pino Acedo Llarena, se traspasa a María del Carmen Martín Padrón, mujer que fue de Francisco González Santana. Por testamento de la dicha, de fecha 26 de julio de 1923, ante el notario Salvador García Pérez, declara como herederos a sus hijos Manuel, Santiago, Francisco, Alfredo, Aurelio y Asunción González Martín. En la partición de dichos bienes la casa correspondió a Santiago González Martín que la inscribió a su nombre en noviembre de 1928.
Hay referencias escritas de que a finales del siglo XVIII o principios del XIX ocupaban la casona, posiblemente alquilada, los hermanos Montesdeoca, -Gaspar y Lorenzo, curas los dos, pues el segundo fue beneficiado de dicha iglesia y más tarde canónigo de la catedral-que encargaron a Luján Pérez la magnífica talla de la Virgen de las Mercedes. Se cuenta que en los bajos del típico balcón de esta casa se celebraban cada año el 24 de septiembre, representaciones teatrales, y en una de éstas fue donde el arcediano de Fuerteventura, José de Viera y Clavijo, descubrió las aptitudes de un niño de quien se constituyó en protector y que luego sería cura del Sagrario, político en las Cortes de Cádiz y canónigo de la catedral de La Habana: Pedro José Gordillo Ramos.
Fue la vivienda de la infancia de Simón Bonifacio Rodríguez y Rodríguez y de José Rodríguez y Rodríguez, en la que el primero vivió desde 1934 hasta su fallecimiento en 2012.

## Arquitectura

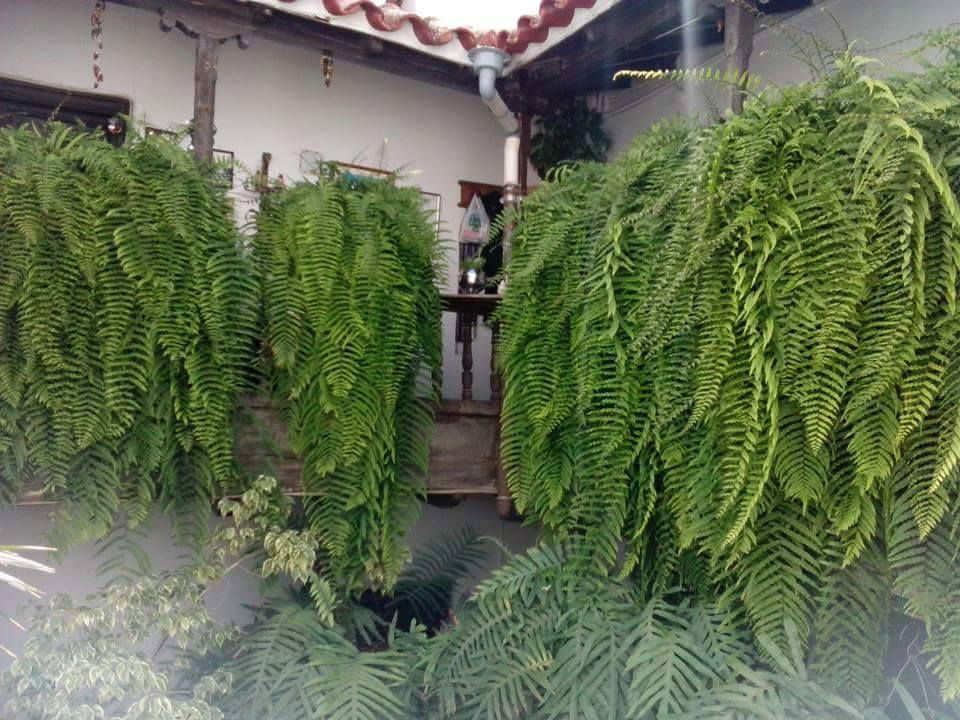
Patio interior de la Casa Quintana en el año 2012

El inmueble que habitó conserva hoy muy poco del siglo de su fundación, el siglo XVI. De ello lo más llamativo es un puerta en el lado izquierdo del patio interior que está rematada por un arco de recuerdos gótico-tardíos, concretamente de los conocidos como conopiales.
La estructura del edificio se ajusta a los parámetros de la arquitectura doméstica tradicional de la clase acomodada de las Islas Canarias: a través de su fachada principal se atraviesas el zaguán que da acceso al patio interior descubierto, del que parten distintas habitaciones, así como la escalera que conduce a la planta superior. Es en esta planta donde se conservan interesantes artesonados en madera de tendencia mudéjar pero con detalles rococó, así como la alacena adosada o empotrada del comedor. 
Otras dependencias, éstas de las plantas inferiores, son los sótanos y la antigua caballeriza. Pero es en la fachada principal donde se sitúan los elementos arquitectónicos más característicos, como son la portada enmarcada por cantería que presenta un claroscuro del conocido como almohadillado. Este marco es de una tipología frecuente en distintos puntos de Gran Canaria, concretamente, presenta una forma en la que se une la puerta principal con una ventana de la planta superior, que a su vez está decorada con el correspondiente vierteaguas y la cornisa que corona el conjunto.
Pero la fachada posee otro elemento más significativo: en su lado derecho destaca un balcón de carpintería cubierto y con baranda o pasamanos de celosía de rejilla. Y es dicho balcón todavía más singular por el lugar de la fachada en el que se encuentra; no está en el centro del frontis, sobre la puerta, como es habitual en la época de su construcción, sino en el mencionado lateral derecho.

## Actualidad

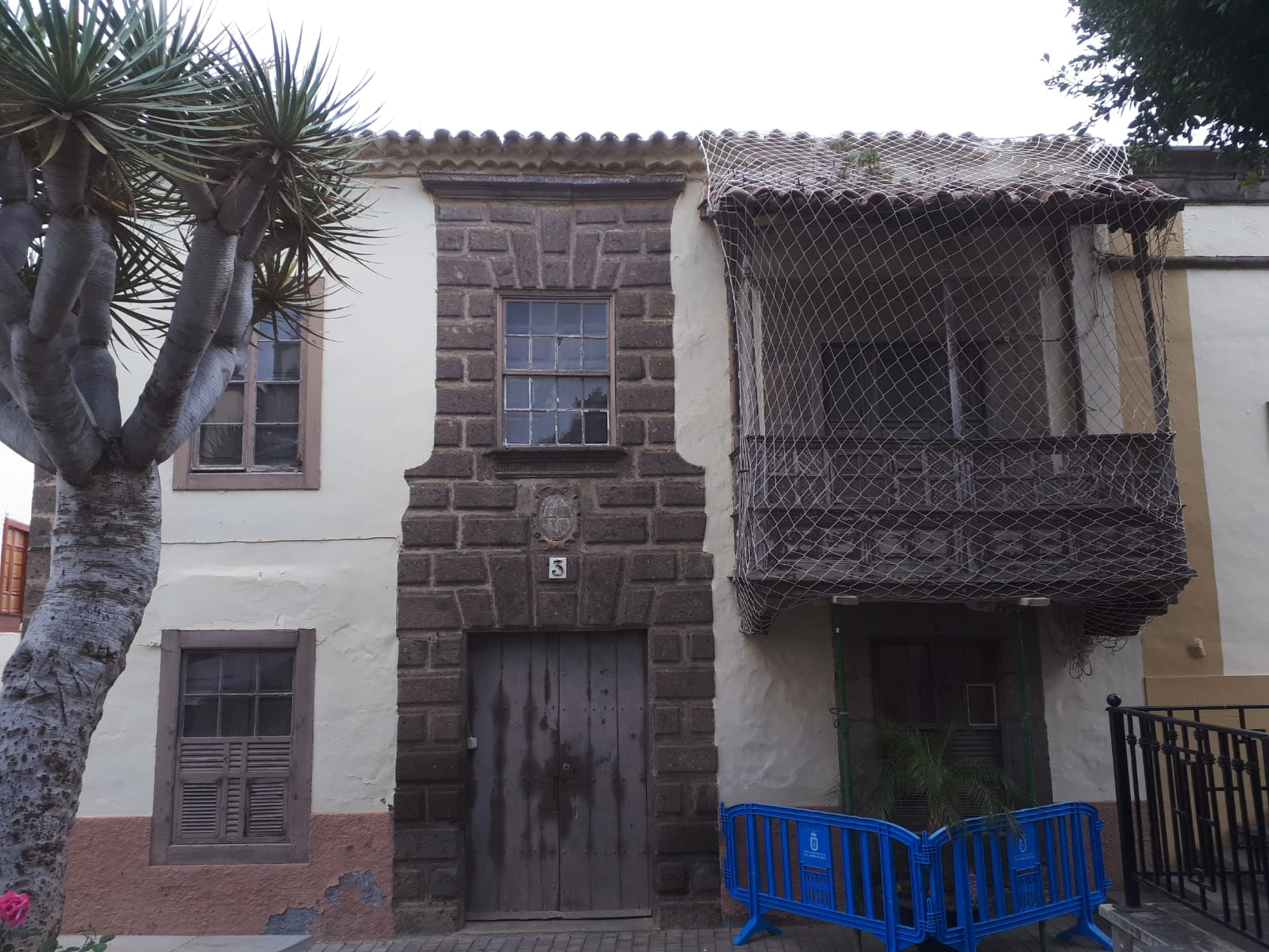
Casa Quintana en la actualidad en estado de abandono

En la actualidad, este edificio (que está considerado Bien de Interés Cultural dentro del Conjunto Histórico de Santa María de Guía de Gran Canaria), tanto por su historia como por sus valores artísticos, así como por encontrarse en la plaza principal de la Ciudad de Guía, se encuentra en un lamentable estado semirruinoso.
Tras la marcha de su última inquilina en el año 2017, el estado de abandono es palpable, con su balcón en riesgo de desprendimiento, ventanas del frontis rotas, pintura exterior descascarillándose y sus dependencias convertidas en nidos de palomas.

## Galería

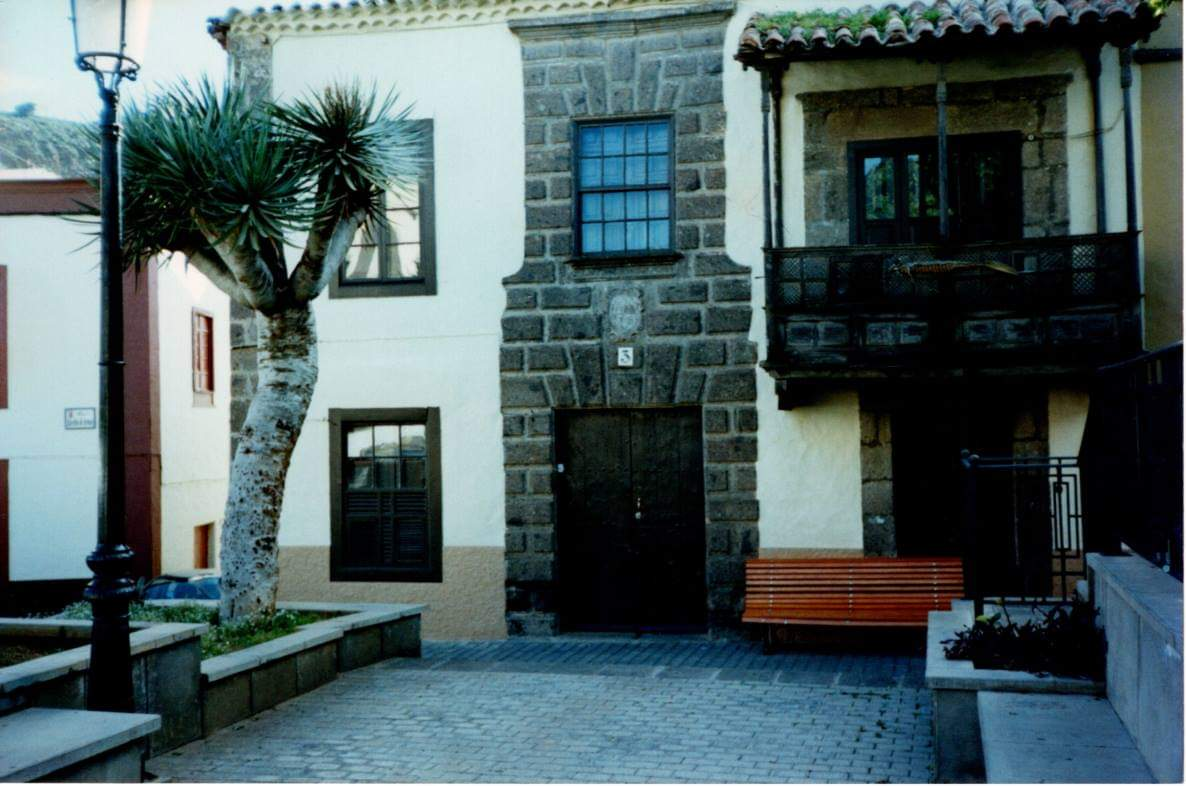
Frontis de la Casa Quintana en 2003.
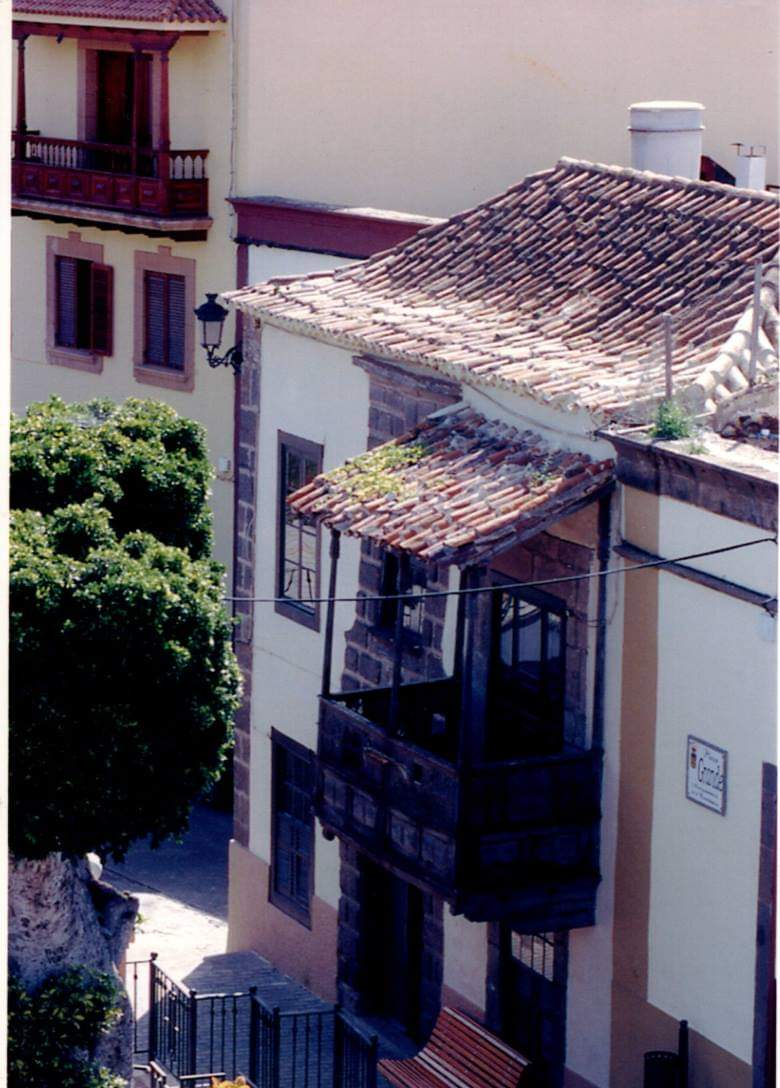
Vista lateral de la Casa Quintana en 2003.
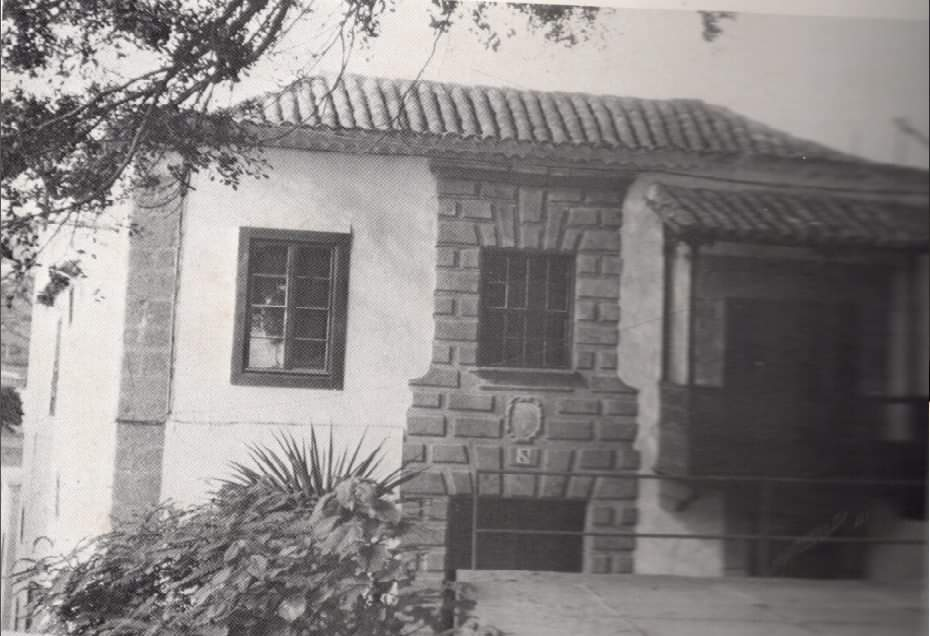
Casa Quintana en 1977.
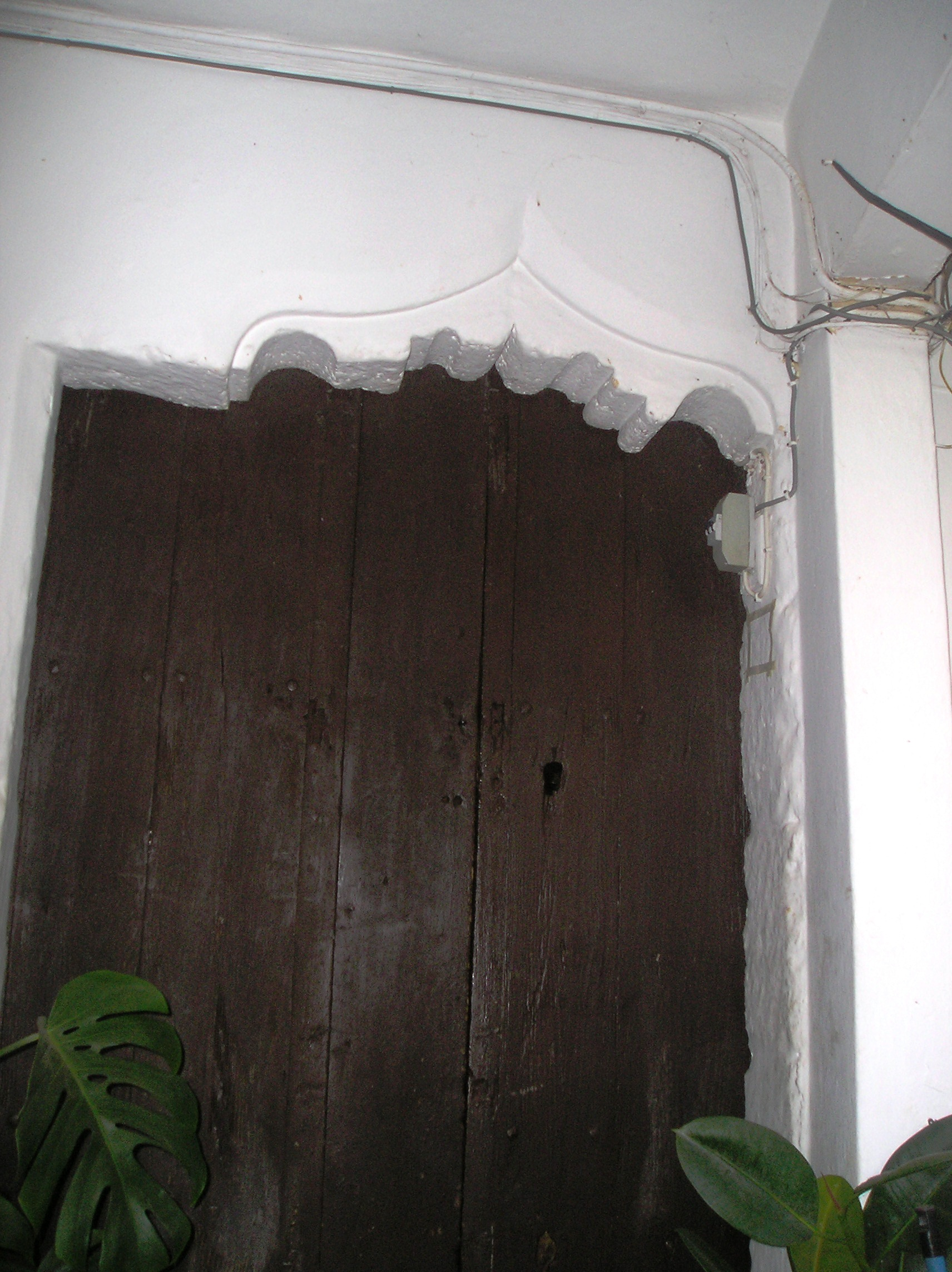
Puerta en el lado izquierdo del patio interior rematada por un arco de recuerdos arte gótico tardío, arco conopial.
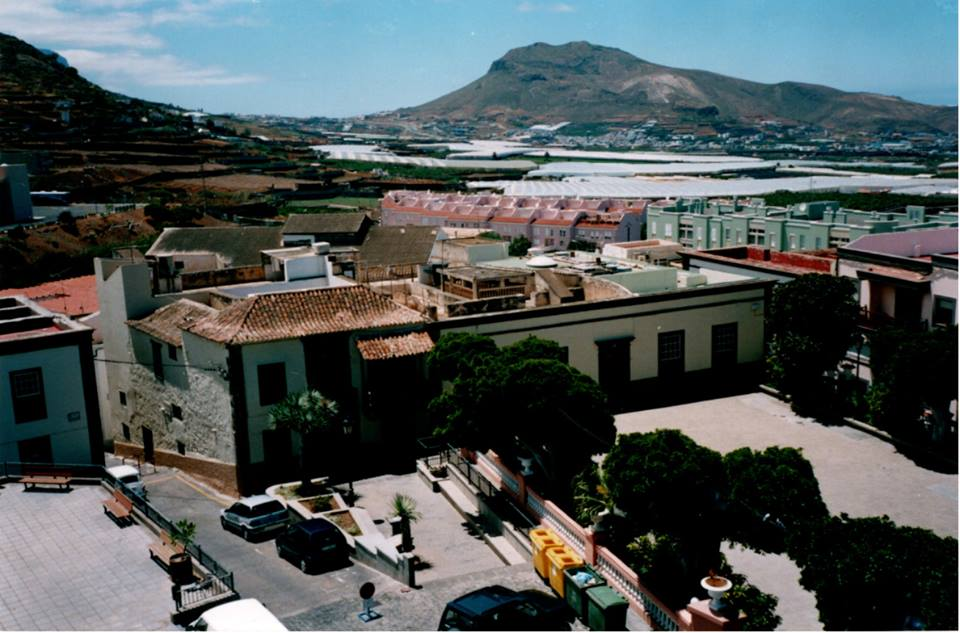
Casa Quintana desde la Iglesia de Guía en 2003.
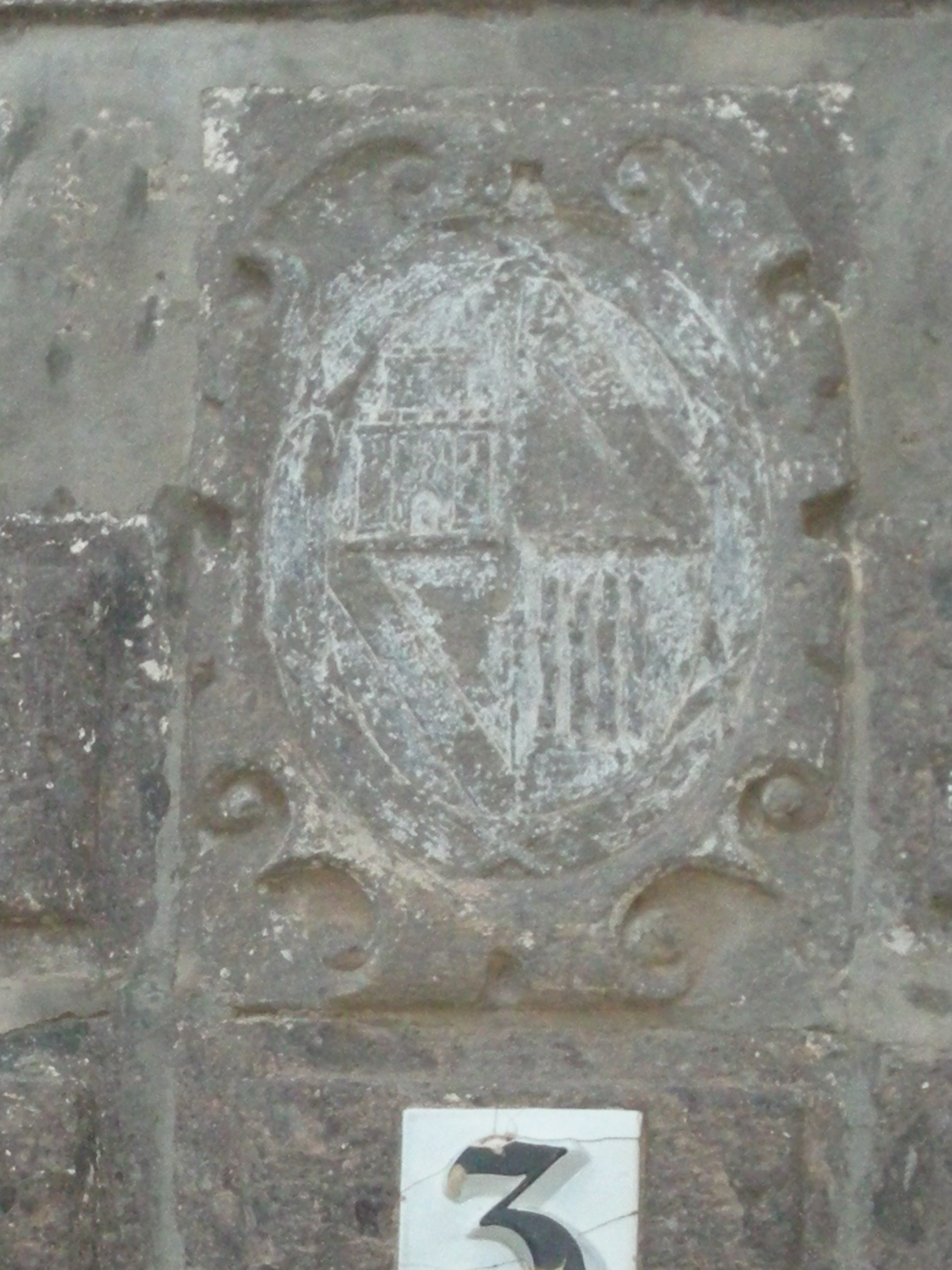
Blasón de la fachada de la Casa Quintana.
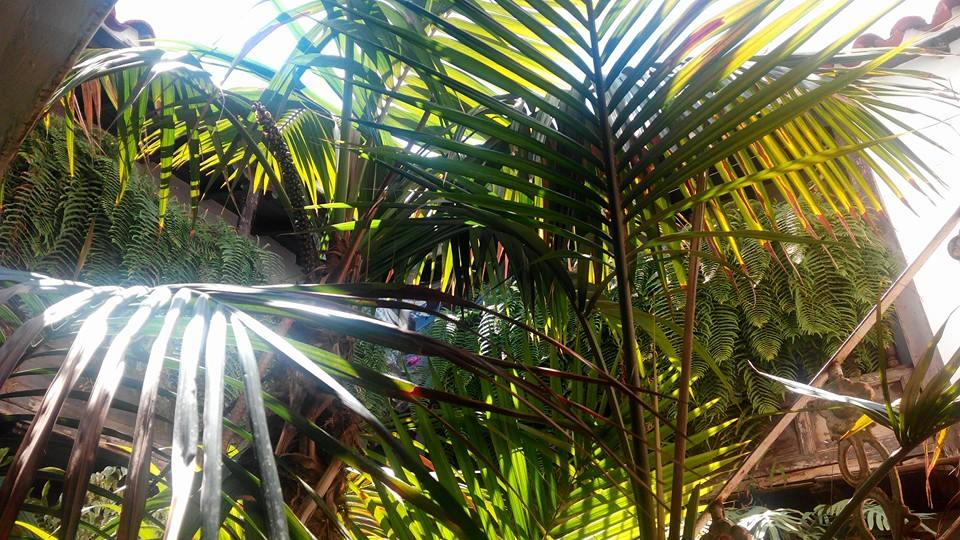
Patio interior de la Casa Quintana en 2012.
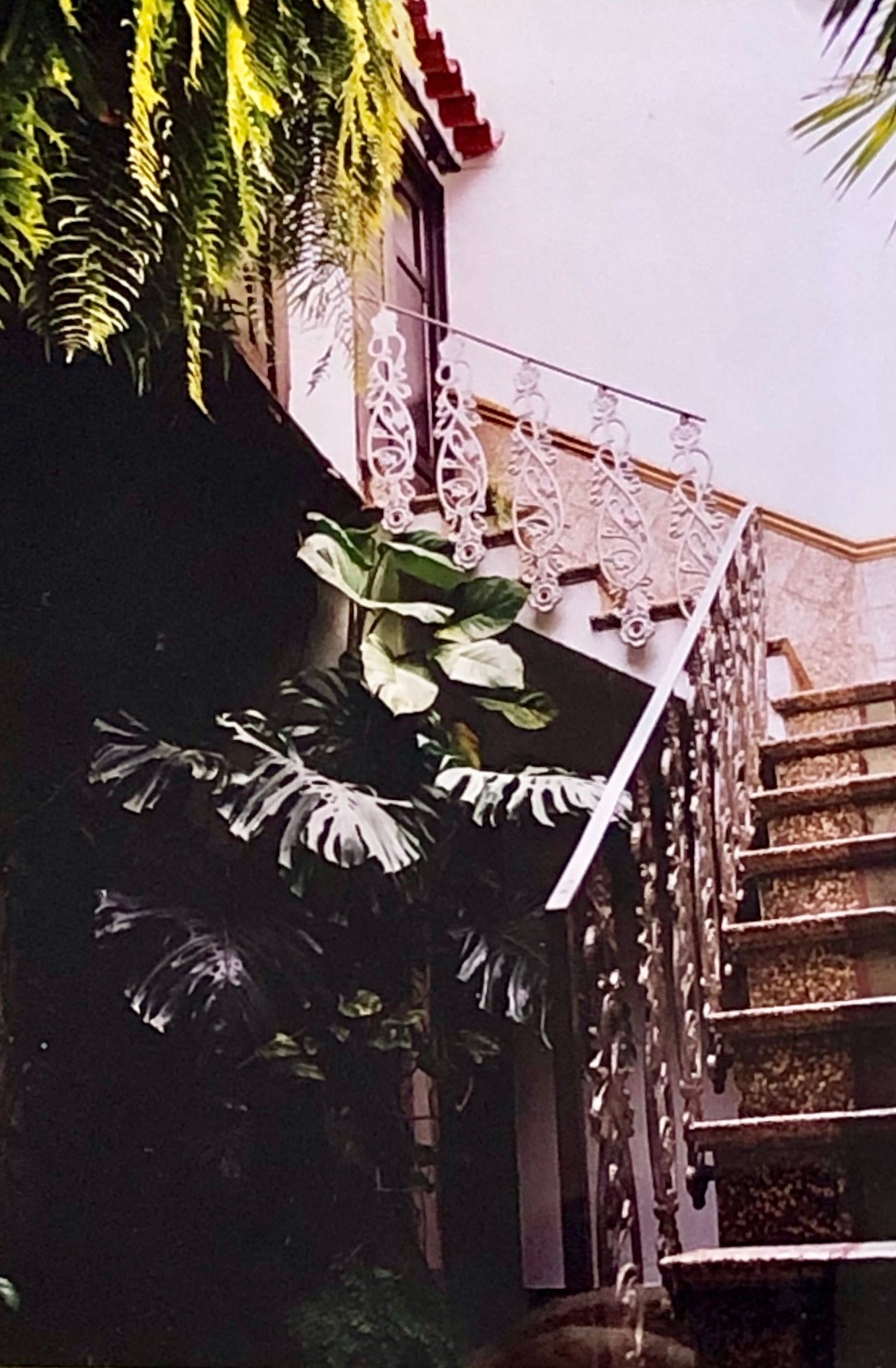
Acceso a la vivienda desde el patio interior desde la puerta izquierda.
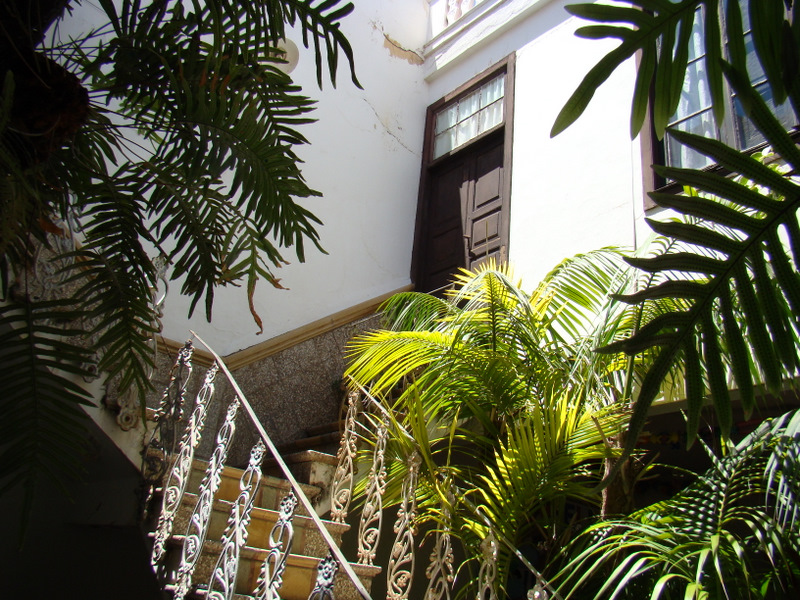
Acceso a la vivienda desde la puerta derecha del patio interior.
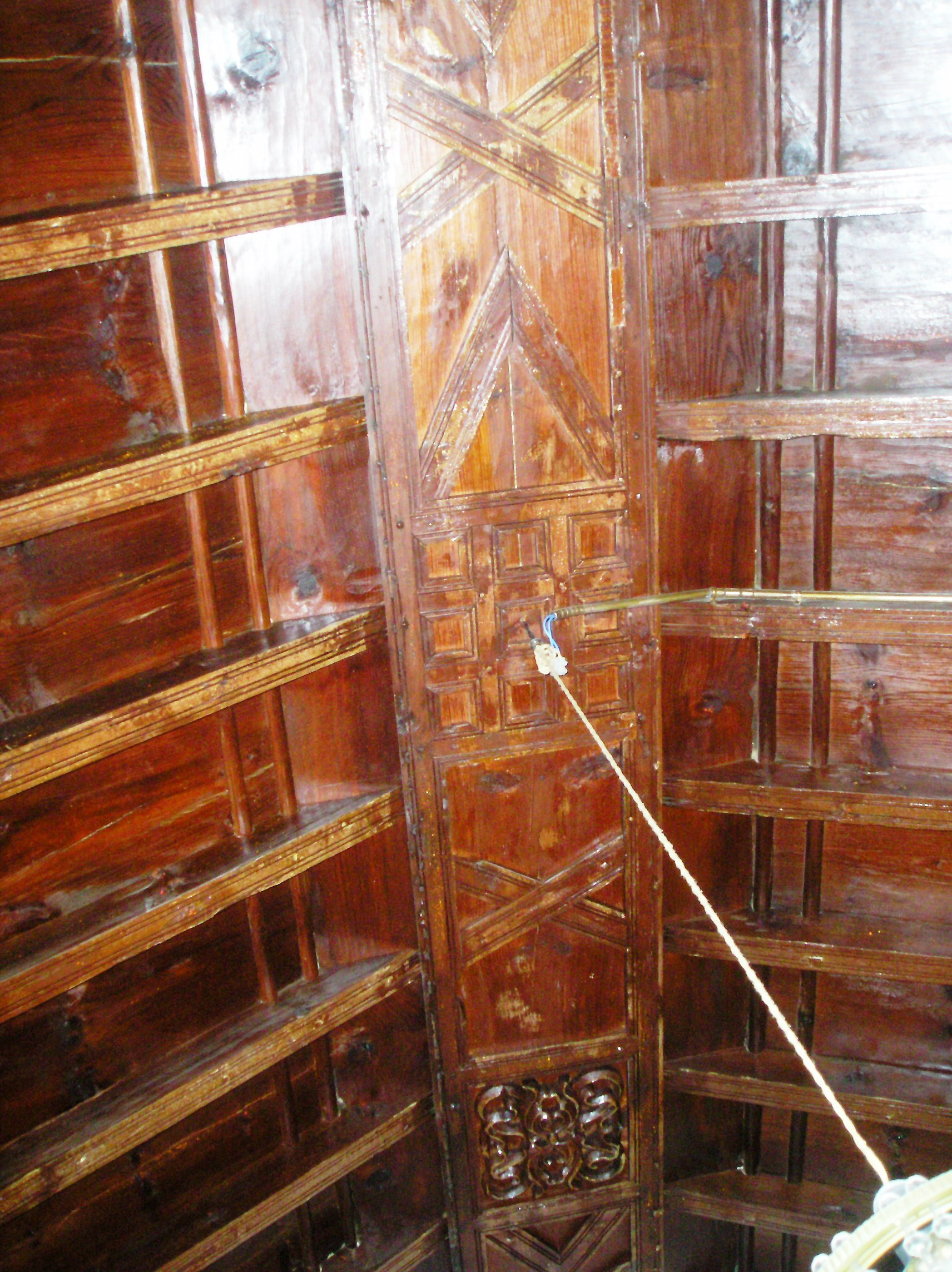
Techo de tea del salon
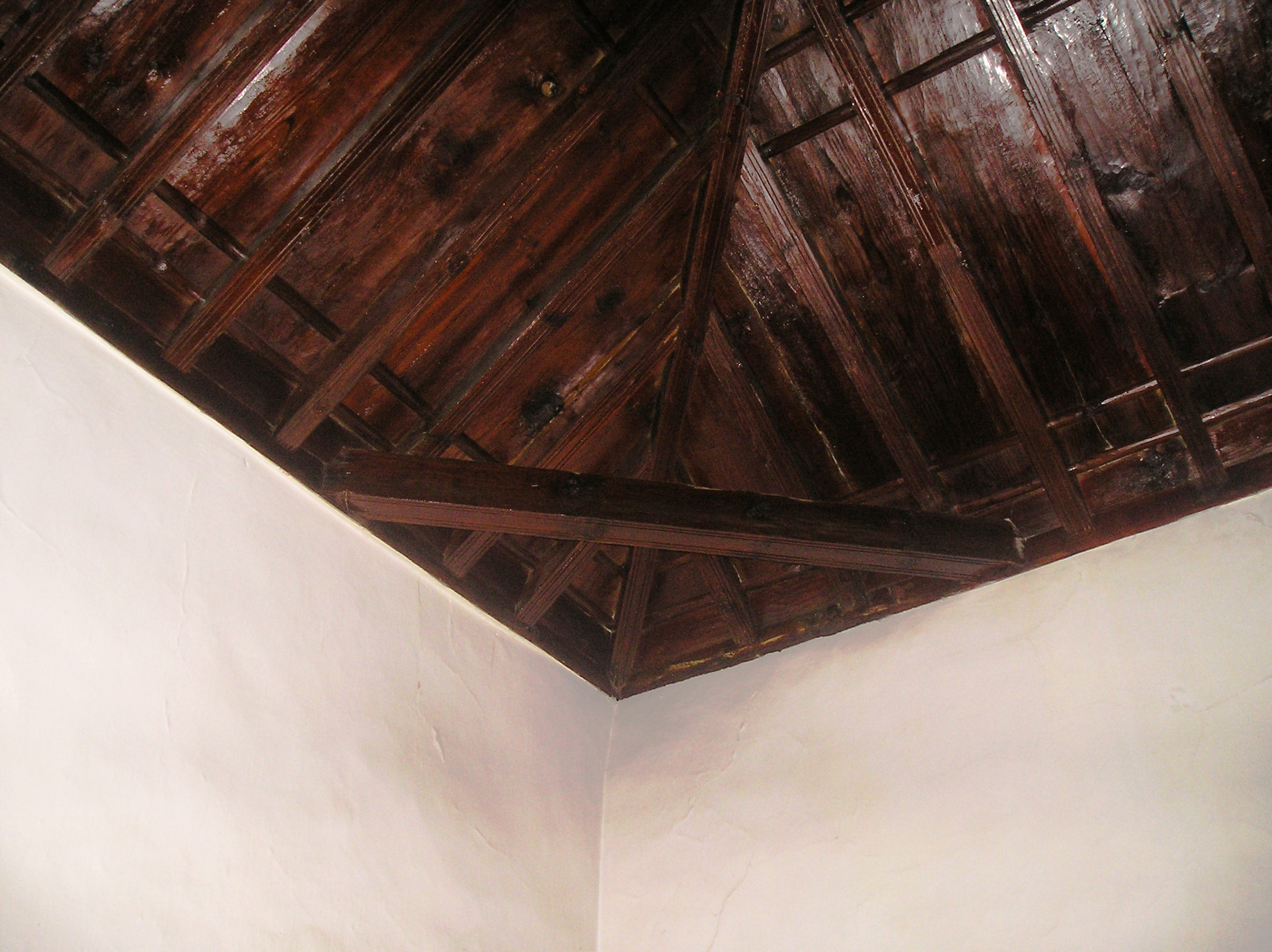
Esquina del techo de tea
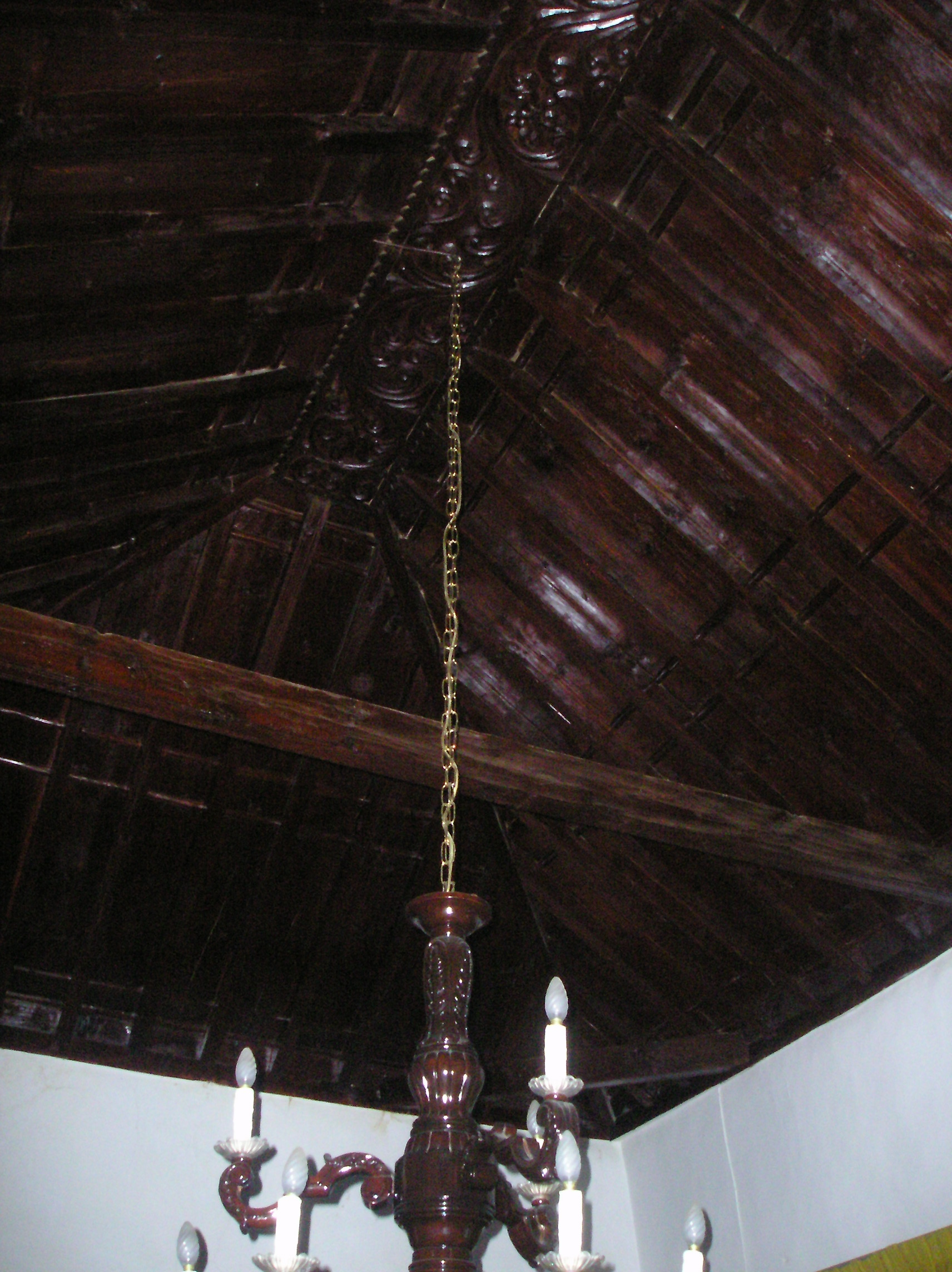
Techo de tea del Salón y lámpara.
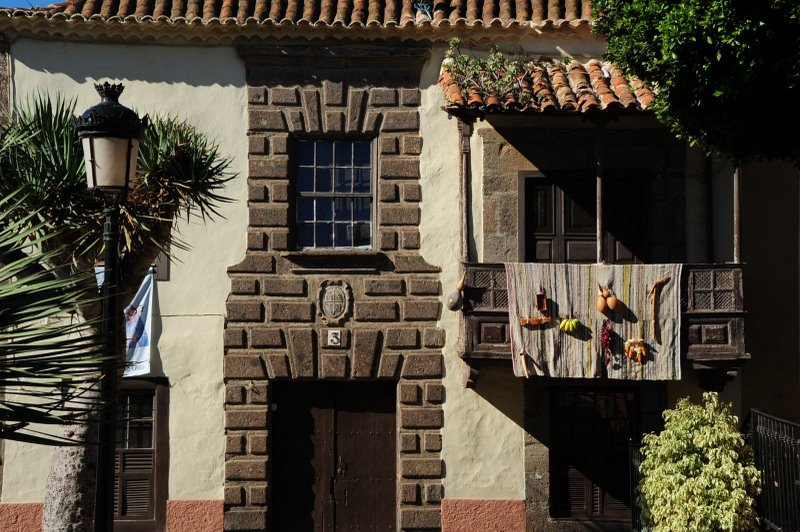
Casa Quintana en fiesta.